# Liez (Aisne)
Liez és un municipi francès situat al departament de l'Aisne i a la regió dels Alts de França. L'any 2007 tenia 449 habitants.

## Demografia

### Població
El 2007 la població de fet de Liez era de 449 persones. Hi havia 180 famílies de les quals 40 eren unipersonals (20 homes vivint sols i 20 dones vivint soles), 56 parelles sense fills, 80 parelles amb fills i 4 famílies monoparentals amb fills.
La població ha evolucionat segons el següent gràfic:
Habitants censats

### Habitatges
El 2007 hi havia 194 habitatges, 181 eren l'habitatge principal de la família, 7 eren segones residències i 6 estaven desocupats. Tots els 194 habitatges eren cases. Dels 181 habitatges principals, 159 estaven ocupats pels seus propietaris, 20 estaven llogats i ocupats pels llogaters i 2 estaven cedits a títol gratuït; 5 tenien dues cambres, 39 en tenien tres, 54 en tenien quatre i 83 en tenien cinc o més. 155 habitatges disposaven pel capbaix d'una plaça de pàrquing. A 79 habitatges hi havia un automòbil i a 85 n'hi havia dos o més.

### Piràmide de població
La piràmide de població per edats i sexe el 2009 era:
| Homes | Edats   | Dones |
| ----- | ------- | ----- |
| 0     | 95 o +  | 0     |
| 4     | 90 a 94 | 0     |
| 4     | 85 a 89 | 8     |
| 0     | 80 a 84 | 0     |
| 4     | 75 a 79 | 12    |
| 4     | 70 a 74 | 4     |
| 4     | 65 a 69 | 12    |
| 20    | 60 a 64 | 16    |
| 4     | 55 a 59 | 12    |
| 16    | 50 a 54 | 12    |
| 16    | 45 a 49 | 20    |
| 4     | 40 a 44 | 12    |
| 20    | 35 a 39 | 20    |
| 16    | 30 a 34 | 24    |
| 16    | 25 a 29 | 8     |
| 16    | 20 a 24 | 16    |
| 32    | 15 a 19 | 4     |
| 8     | 10 a 14 | 16    |
| 16    | 5 a 9   | 32    |
| 12    | 0 a 4   | 16    |

## Economia
El 2007 la població en edat de treballar era de 290 persones, 188 eren actives i 102 eren inactives. De les 188 persones actives 175 estaven ocupades (96 homes i 79 dones) i 13 estaven aturades (7 homes i 6 dones). De les 102 persones inactives 52 estaven jubilades, 30 estaven estudiant i 20 estaven classificades com a «altres inactius».

### Ingressos
El 2009 a Liez hi havia 175 unitats fiscals que integraven 424 persones, la mediana anual d'ingressos fiscals per persona era de 16.624 €.

### Activitats econòmiques
Dels 3 establiments que hi havia el 2007, 1 era d'una empresa de construcció, 1 d'una empresa d'informació i comunicació i 1 d'una empresa de serveis.
L'únic servei als particulars que hi havia el 2009 era un guixaire pintor.
L'any 2000 a Liez hi havia 3 explotacions agrícoles.

## Equipaments sanitaris i escolars
El 2009 hi havia una escola elemental.

## Poblacions més properes
El següent diagrama mostra les poblacions més properes.